# ИААФ Светско првенство у тркама штафета
ИААФ Светско првенство у тркама штафета је годишње атлетско такмичење у организацији ИААФ. Одлука о такмичењу донета је 10. август 2012. за време Летњих олимпијских игара у Лондону, и да се прва два првенства у трајању од два дана одрже 2014. и 2015. у Насау на Бахамима.
Комплетно такмичње се састоји у тркама 10 штафета по пет у обе конкуренције. На програму су штафете: 4 х 100 м 4 х 200 м, 4 х 400 м, 4 х 800 м и 4 х 1.5000 м
Према ИААФ, такмичење у штафетама 4 х 100 м и 4 х 400 м ће послужити као квалификационо за учешће на будућим Светским првенствима и Олимпијским играма.
Прва два првенства су одржана на стадиону Томас Робинсон у Насау, капацитета 15.000 гледалаца.
Наградни фонд износи 1.400,000 америчких долара.

## Првенства
| Такмичење | Датум              | Место | Земља  | стадион                | Бр. учесника | Бр. земаља |
| --------- | ------------------ | ----- | ------ | ---------------------- | ------------ | ---------- |
| I         | 24 и 25. мај 2014. | Насау | Бахаме | Стадион Томас Робинсон | 576          | 43         |
| II        | 2015.              | Насау | Бахаме | Стадион Томас Робинсон |              |            |

## Рекорди светских превенства у тркама штафета

### Мушкарци
| Дисциплина  | Рекорд   | Атлетичари                                                                     | Земља   | Датум         | Првенство               | Место         | Детаљи |
| ----------- | -------- | ------------------------------------------------------------------------------ | ------- | ------------- | ----------------------- | ------------- | ------ |
| 4 х 100 м   | 37,71    | Неста Картер Никел Ашмид Julian Forte Јохан Блејк                              | Јамајка | 25. мај 2014. | Светско првенство 2014. | Насау, Бахаме | [ 3 ]  |
| 4 х 200 м   | 1:18,63  | Никел Ашмид Ворен Вир Jermaine Brown Јохан Блејк                               | Јамајка | 24. мај 2014. | Светско првенство 2014. | Насау, Бахаме | [ 4 ]  |
| 4 х 400 м   | 2:57,25  | Дејвид Вербург Тони Макеј Кристијан Тејлор Лашон Мерит                         | САД     | 25. мај 2014. | Светско првенство 2014. | Насау, Бахаме | [ 5 ]  |
| 4 х 800 м   | 7:08,40  | Ferguson Cheruiyot Rotich Sammy Kibet Kirongo Job Koech Kinyor Алфред Кипкетер | Кенија  | 24. мај 2014. | Светско првенство 2014. | Насау, Бахаме | [ 6 ]  |
| 4 х 1.500 м | 14:22,22 | Колинс Чебој Силас Киплагат James Kiplagat Magut Асбел Кипроп                  | Кенија  | 25. мај 2014. | Светско првенство 2014. | Насау, Бахаме | [ 7 ]  |

### Жене
| Дисциплина  | Рекорд   | Атлетичарке                                                      | Земља  | Датум         | Првенство               | Место         | Детаљи |
| ----------- | -------- | ---------------------------------------------------------------- | ------ | ------------- | ----------------------- | ------------- | ------ |
| 4 х 100 м   | 41,88    | Тијана Бартолета Александрија Андерсон Џенеба Тармо Лакиша Лосон | САД    | 24. мај 2014. | Светско првенство 2014. | Насау, Бахаме | [ 8 ]  |
| 4 х 200 м   | 1:29.45  | Шалонда Соломон Тавана Медоус Бјанка Најт Кимберлин Данкан       | САД    | 25. мај 2014. | Светско првенство 2014. | Насау, Бахаме | [ 9 ]  |
| 4 х 400 м   | 3:21,73  | Диди Тротер Сања Ричардс-Рос Наташа Хејстингс Џоана Аткинс       | САД    | 25. мај 2014. | Светско првенство 2014. | Насау, Бахаме | [ 10 ] |
| 4 х 800 м   | 8:01,58  | Шанел Прајс Geena Lara Ејџи Вилсон Бренда Мартинез               | САД    | 25. мај 2014. | Светско првенство 2014. | Насау, Бахаме | [ 11 ] |
| 4 х 1.500 м | 16:33,58 | Мерси Чероно Фејт Кипјегон Ирене Џелагат Хелен Онсандо Обири     | Кенија | 24. мај 2014. | Светско првенство 2014. | Насау, Бахаме | [ 12 ] |